# Merlí
Merlí je španělský (katalánský) televizní seriál, který v letech 2015 až 2018 vysílal katalánský televizní kanál TV3. Byly odvysílány tři řady s celkem 40 díly.

## Děj
Seriál zachycuje život středoškolského profesora filosofie jménem Merlí Bergeron, který vyučuje na barcelonské státní škole Àngel Guimerà Institute. Merlí je rozvedený, žije u své matky a stará se o dospívajícího syna Bruna, který studuje na stejné škole. Merlí nazývá svou třídu peripatetiky a své studenty vyučuje nekonvenčním způsobem. Tím si je získá na svou stranu a studenti se mu svěřují se svými osobními problémy.

## Postavy a obsazení
Vyučující
| Francesc Orella             | Merlí Bergeron, profesor filosofie                     |
| Pere Ponce i Alifonso       | Eugeni Bosc, profesor literatury                       |
| Pau Durà                    | Toni, ředitel školy (série 1)                          |
| Pep Jové                    | Santi, profesor španělštiny (série 1)                  |
| Assun Planas                | Glòria, manželka Santiho a profesorka výtvarné výchovy |
| Patrícia Bargalló i Moreira | Mireia, profesorka latiny                              |
| Mar del Hoyo                | Laia, profesorka angličtiny (série 1)                  |
| Rubén de Eguía              | Albert, profesor tělocviku (série 1)                   |
| Pepa López                  | Coralina, profesorka dějepisu (série 2)                |
| Ferran Rañé i Blasco        | Manuel Millán, profesor španělštiny (série 2)          |
| Sandra Monclús              | Elisenda (série 2–3)                                   |
| Manel Barceló               | Quima, profesorka angličtiny (série 2–3)               |
| Carlota Olcina              | Silvana (série 3)                                      |
| Pau Vinyals                 | Gabriel Morales (série 3)                              |

Studenti
| David Solans              | Bruno Bergeron, Merlího syn |
| Carlos Cuevas             | Pol Rubio                   |
| Candela Antón de Vez      | Berta Prats                 |
| Albert Baró               | Joan Capdevila              |
| Adrian Grösser i Randeiro | Marc Vilaseca               |
| Marcos Franz              | Gerard Piguillem            |
| Pau Poch Álvarez          | Ivan Blasco                 |
| Júlia Creus i Garcia      | Mònica de Villamore         |
| Iñaki Mur                 | Oliver Grau                 |
| Laia Manzanares i Tomàs   | Oksana Casanoves            |
| Cristina Colom            | Diana                       |
| Albert Bufill             | Enric                       |
| Clàudia Puntí             | Laura                       |
| Pol Hermoso               | Uri                         |
| Rick Baster               | Extra                       |